# Сліпенко Ганна
Га́нна Сліпе́нко (* 1973) — українська лижниця; учасниця зимових Олімпійських ігор-1998.

## З життєпису
Навчалася у Броварському вищому училищі фізичної культури (відділення лижних гонок). Проходила підготовку в Київській школі вищої спортивної майстерності
Пробігла першу міжнародну гонку на Кубкові світу в грудні 1993 року у Санта-Катерина-Вальфурва, яку завершила на 82-му місці. В сезоні 1994/1995 посіла 58-ме місце в класичному бігу і 46-те місце в переслідуванні на Чемпіонаті світу з лижних видів спорту 1995 року у Тандер-Бей. Виграла бронзову медаль на 10 км класичного бігу та на зимовій Універсіаді 1995 року в Канданчу — естафета; була там дев'ятою на 15 км вільним стилем. В сезоні 1996/1997 чотири рази набирала очки на чемпіонаті світу і досягла в Кавголово 23-тю сходинку на 15 км вільним стилем, її найкраще індивідуальне місце на Кубку світу, а в кінці сезону з 54-м місцем у загальному Кубку світу — її найкращий загальний результат. Найкращий результат у сезоні — на чемпіонаті світу з лижних видів спорту 1997 року у Тронгеймі, вона посіла 29-те місце на 15 км вільним стилем.
Брала участь у зимових Олімпійських іграх у Нагано. На дистанції 30 км вільним стилем закінчила передчасно.
Завершила міжнародні виступи на зимовій Універсіаді 1999 року в Штрбському Плесі. Посіла 37-ме місце в класичній гонці 5 км і 25-те місце в гонці-переслідувані.